# Chiesa di Santa Maria Assunta e San Marco Evangelista
La chiesa di Santa Maria Assunta e San Marco Evangelista è la parrocchiale di Sesta Godano, in provincia della Spezia e diocesi della Spezia-Sarzana-Brugnato; fa parte del vicariato della Media Val di Vara.

## Storia
L'antica Plebs de Robiano di Sesta, uno dei due poli ecclesiastici principali della Val di Vara assieme alla pieve di Varese Ligure, esisteva già intorno all'anno mille, faceva parte della diocesi di Luni ed estendeva la sua giurisdizione anche sulle cappelle di Rio e Groppo.
Nel 1718 la parrocchiale venne interessata da un intervento di rifacimento che le conferì il nuovo aspetto settecentesco; il campanile, invece, fu eretto nel 1824.

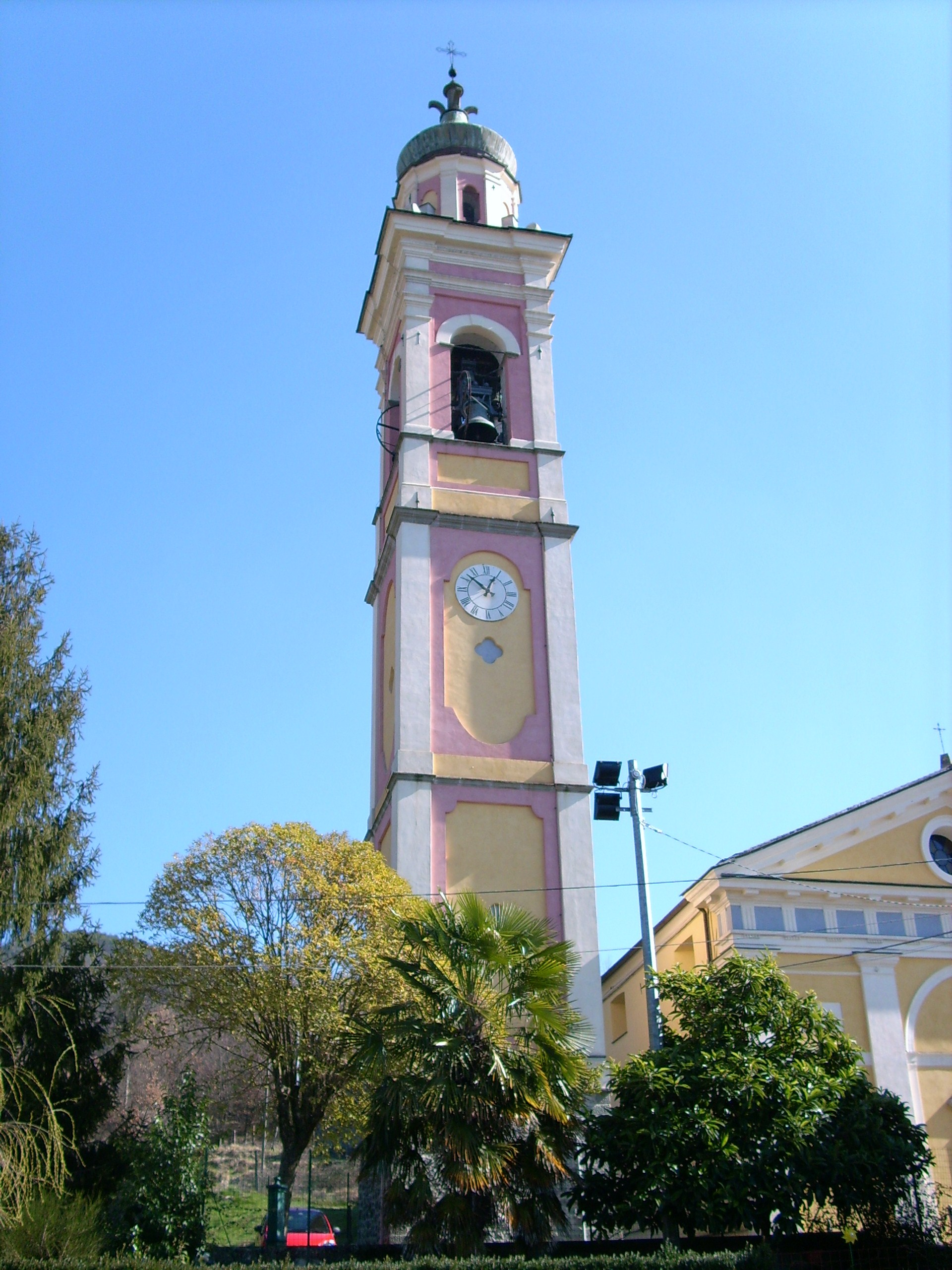
Il campanile

## Descrizione

### Esterno
La facciata a capanna della chiesa, che volge a ponente, presenta centralmente il portale d'ingresso, sormontato dal timpano semicircolare, e ai lati due nicchie e altrettante finestrelle rettangolari, tutte e quattro murate, ed è tripartita da lesene tuscaniche sorreggenti il fregio, costituito da metope e triglifi, e il frontone triangolare, in cui s'apre un oculo.
Vicino alla parrocchiale si erge il campanile a pianta quadrata, suddiviso in più registri da cornici marcapiano e abbellito da lesene angolari; la cella presenta su ogni lato una monofora ed è coronata dalla cupola a cipolla poggiante sul tamburo

### Interno
L'interno dell'edificio si compone di un'unica navata, le cui pareti sono scandite da lesene; al termine dell'aula si sviluppa il presbiterio, a sua volta chiuso dall'abside di forma semicircolare, che è illuminata da alcune finestre attraverso cui filtra la luce.
Qui sono conservate diverse opere di pregio, tra le quali l'organo, costruito nel 1875 da Paolo Lorenzi e poi restaurato nel 2014, l'altare marmoreo, costruito nel 1848, e due tele raffiguranti rispettivamente San Rocco che venera la Madonna e Madonna della Guardia, dipinte nel XVIII secolo.